# Maximilian xứ Baden
Maximilian xứ Baden (tên đầy đủ: Maximilian Alexander Friedrich Wilhelm) là Thủ tướng cuối cùng của Đế quốc Đức và Vương quốc Phổ. Ông là con của Đại Công tử Wilhelm xứ Baden và Công nữ Maria Maximilianowna xứ Leuchtenberg. Ông là anh em họ xa của Đức hoàng Wilhelm II, là hậu duệ của Friedrich Wilhelm III của Phổ, Nikolai I của Nga, Gustav IV Adolf của Thuỵ Điển và Maximilian I Joseph của Bayern. Sau khi Đế quốc Đức sụp đổ, ông sống với vợ và các con đến khi mất vào năm 1929